# Heleodromia oldenbergi
Heleodromia oldenbergi är en tvåvingeart som beskrevs av Wagner 1985. Heleodromia oldenbergi ingår i släktet Heleodromia och familjen Brachystomatidae.
Artens utbredningsområde är Italien. Inga underarter finns listade i Catalogue of Life.